# Ричард Шарп
Ричард Шарп (Richard Sharpe) је главни лик из серије филмова о Шарпу створеног по романима писца Бернанда Корнвела. Његов лик игра чувени енглески глумац Шон Бин.

## Кратак опис филмова
Прича обухвата авантуре Ричарда Шарпа, војника британске војске током Наполеонових ратова. У серијалу књига он започиње своју каријеру као редов (у роману Sharpe's Tiger) да би касније достигао чин поручника. У филмовима радњу пратимо од Шарповог унапређења у поручника до догађаја после Наполеонових ратова.
У првим Шарповим авантурама који се одигравају у Индији главног јунака упознајемо као доброг војника, врсног стрелца који се вешто служи мачем и пушком. У роману описан је као човек висок 6 стопа, дуге тамне косе и плавих очију, са дубоким ожиљком на левом образу. У тв филмовима се од описа у роману разликује само у боји косе, тако да Шарп уместо тамне има плаву косу.

## Биографија
Ричард Шарп је рођен у Лондону 26. јуна 1777. године. Мајка му је била проститутка а отац непознат. Када је Шарп имао три године мајка му је погинула у уличним нередима, и он остаје сироче.
Без рођака који би бринули о њему, Шарп је послат у сиротиште, где је малтретиран и омаловажаван што ће имати као последицу недовољну телесну развијеност код детета његових година. Са дванест година шаљу га да изучи занат димничара, али он бежи одатле и убрзо га код себе прихвата проститутка Меги Џојс. Са њом остаје три године и бави се крађом. 
Са својих 15 година Шарп убија првог човека, вођу банде која је напала Меги. Због тог злочина бежи у Јоркшир. Шест месеци касније, Шарп убија и другог човека, власника таверне у којој је радио у борби за локалну девојку у коју су обојица били заљубљени. 
Да би избегао затвор, Шарп се пријављује у војску. У почетку је стациониран у Холандији, али већ следеће године његова јединица ће бити послата у Индију. Тамо убрзо упада у проблеме и 1799. године бива осуђен на смртну казну од 2000 ударача бичем због напада на наредника, али захваљујући наређењем који долази у последњем тренутку, казну смањују на 200 удараца бичем.
После тога Шарп добија тајну мисију спашавања Капетана Хектора МекКандлеса али ће бити откривен и заробљен. У тамници је научио да чита и пише. Користећи прву прилику Шарп бежи из затвора и током бега уништава бомбу намењеној британској војсци.
За ту заслугу Шарп добија чин наредника.
Године 1803, он спашава Артура Велингтона. Због тог дела као награду му додељују да води своју јединицу. Шарп бира малу јединицу стрелаца, тз. „изабраних људи“, коју као поручник води са наредником и својим најбољим пријатељем Патриком Харпером. У тој јединици остаће до самог краја наполеонових ратова. 

## Породица
Шарп је током свог живота имао бројне љубавне афере. Женио се три пута. Прва жена му се звала Тереза Морено и она је била шпански борац са надимком "La Aguja" (Игла). Са њом ће имати ћерку Антонију која се рађа 1811. године.
Нажалост годину дана касније Тереза губи живот и Шарп ће због војних обавеза бити принуђен да своју ћерку остави Терезином брату и његовој жени.
Друга жена му се звала Џејн Гибонс. Са њом неће имати деце и она га убрзо после венчања напушта због његове превелике посвећености војсци.
Шарп ће трећи пут стати на луди камен због удовице француског капетана Лусила Кастине. Са њом ће имати два сина: Патрика-Хенрија и Доминика.
Шарп се са њом повлачи на село у француској провинцији, где ће живети све до њене смрти.

## Листа епизода
1. - Шарпове пушке (1993)
2. - Шарпов орао (1993)
3. - Шарпова пратња (1994)
4. - Шарпов непријатељ (1994)
5. - Шарпова част (1994)
6. - Шарпово злато (1995)
7. - Шарпова борба (1995)
8. - Шарпов мач (1995)
9. - Шарпов пук (1996)
10. - Шарпова опсада (1996)
11. - Шарпова мисија (1996)
12. - Шарпова освета (1997)
13. - Шарпова правда (1997)
14. - Шарпов Ватерло (1997)
15. - Шарпов изазов (2006)
16. (2008) (снима се)